# Puccinia festucina
Puccinia festucina ist eine Ständerpilzart aus der Ordnung der Rostpilze (Pucciniales). Der Pilz ist ein Endoparasit von Traubenhyazinthen und Schaf-Schwingeln. Symptome des Befalls durch die Art sind gelbe Rostflecken und Pusteln auf den Blattoberflächen der Wirtspflanzen. Das Verbreitungsgebiet umfasst weite Teile Europas.

## Merkmale

### Makroskopische Merkmale
Puccinia festucina ist mit bloßem Auge nur anhand der auf der Oberfläche des Wirtes hervortretenden Sporenlagern zu erkennen. Sie wachsen in Nestern, die als gelbliche bis braune Flecken und Pusteln auf den Blattoberflächen erscheinen.

### Mikroskopische Merkmale
Das Myzel von Puccinia festucina wächst wie bei allen Puccinia-Arten interzellulär und bildet Saugfäden, die in das Speichergewebe des Wirtes wachsen. Ihre Pyknien sind erst honigfarben, später rotbraun und wachsen auf beiden Blattseiten. Die Aecien wachsen kreisförmig in gelblichen Flecken. Sie besitzen kugelige bis eiförmige Aecidiosporen von 20–30 × 16–23 µm, die hyalin und fein warzig sind. Uredien im engeren Sinne gibt es nicht. Die Uredosporen wachsen zwischen den Telien und sind meist kugelig bis länglich, 20–22 × 20–22 µm groß, gelblich und leicht stachelwarzig. Die Telien der Art sind länglich und schwarzbraun. Die Teleutosporen sind zweizellig, variabel geformt und 33–76 × 12–20 µm groß. Sie sind gelblich, ihre Stiele sind kurz und genauso gefärbt.

## Verbreitung
Puccinia festucina besitzt ein Verbreitungsgebiet, das Süd-, Mittel- und Osteuropa umfasst.

## Ökologie
Die Wirtspflanzen von Puccinia festucina sind als Haplont Traubenhyazinthen (Muscari spp.) sowie Schaf-Schwingel (Festuca ovina) für den Dikaryonten. Der Pilz ernährt sich von den im Speichergewebe der Pflanzen vorhandenen Nährstoffen, seine Sporenlager brechen später durch die Blattoberfläche und setzen Sporen frei. Die Art verfügt über einen Entwicklungszyklus mit Pyknien, Uredien, Telien und Aecidien.